# Eviota prasites
Eviota prasites es una especie de peces de la familia de los Gobiidae en el orden de los Perciformes.

## Morfología
Los machos pueden llegar a alcanzar los 3 cm de longitud total.

## Distribución geográfica
Se encuentra desde las Molucas hasta Samoa y Nueva Caledonia. También está presente en el Japón y Yap (Micronesia ).

## Observaciones
Es inofensivo para los humanos.